# A szentgotthárdi apátság temploma és kolostora
Az egykori Magtártemplomnak hivatalos neve szintén Szent Gotthárd-templom volt.
A szentgotthárdi apátság temploma és kolostora amely eredetileg Szent Gotthárd-templom és kolostor nevet viseli. Ma már nem álló épület, amely Szentgotthárdon volt és körülbelül 1183 után, egészen 1605-ig állt fenn. Az építése a szentgotthárdi ciszterciekhez kapcsolódik, akiket III. Béla király telepített le a környéken a 12. század végén. Az apátság épületét és templomát az évszázadok során különféleképp alakították, 1526 után már várnak funkcionált.

Az épületet 1605-ben visszavonuló stájer csapatok robbantották föl. Maradványai ma is láthatók a Nagyboldogasszony-templom és a színházzá alakított Magtártemplom között.

## Előzmények
Szentgotthárd vidéke, a Vendvidék a 12. század előtt gyéren lakott volt, jobbára erdőség borította és a szomszédos Őrség gyepűjeként funkcionált. Az Őrség a nyugati határt őrizte, egészen addig, amíg a gyepűelvét is kezelésbe kezdték venni, s főleg miután várakat kezdtek emelni.

III. Béla Franciaországból hívott be szerzeteseket, akik a Trois Fontaines-i apátságból érkeztek. A szerzetesek részére adta ezt a lakatlan vidéket, ahol a ciszterek belefogtak birtokuk kiépítésébe.

## A templom és az apátság

### Elhelyezkedése
Körülbelül 1184-ben kezdtek letelepedni a ciszterek a területen. A ciszterek egy előnyös helyet kerestek apátságuk felépítésére. Ez a Lapincs Rábába való torkollásánál feküdt és védve volt a nedvességtől, áradásoktól, a patakok is a Rába völgyére nyíltak. Így megfelelő központja lett nemcsak a cisztereknek, hanem az egész vidéknek. Napjainkban sem esik túlzottan távol a városközponttól a templom és a színház.
Egy téves nézet szerint eredetileg bencés monostor volt a szentgotthárdi apátság. Az alapítói egy állítólagos Gothó-ból érkeztek, ami a Mura partján feküdt. Gothó helyét ma sem találták meg és az apátság neve sem ebből ered, mert Szent Gotthárd hildesheimi püspök tiszteletére nevezték el, aki bencés rendű volt.

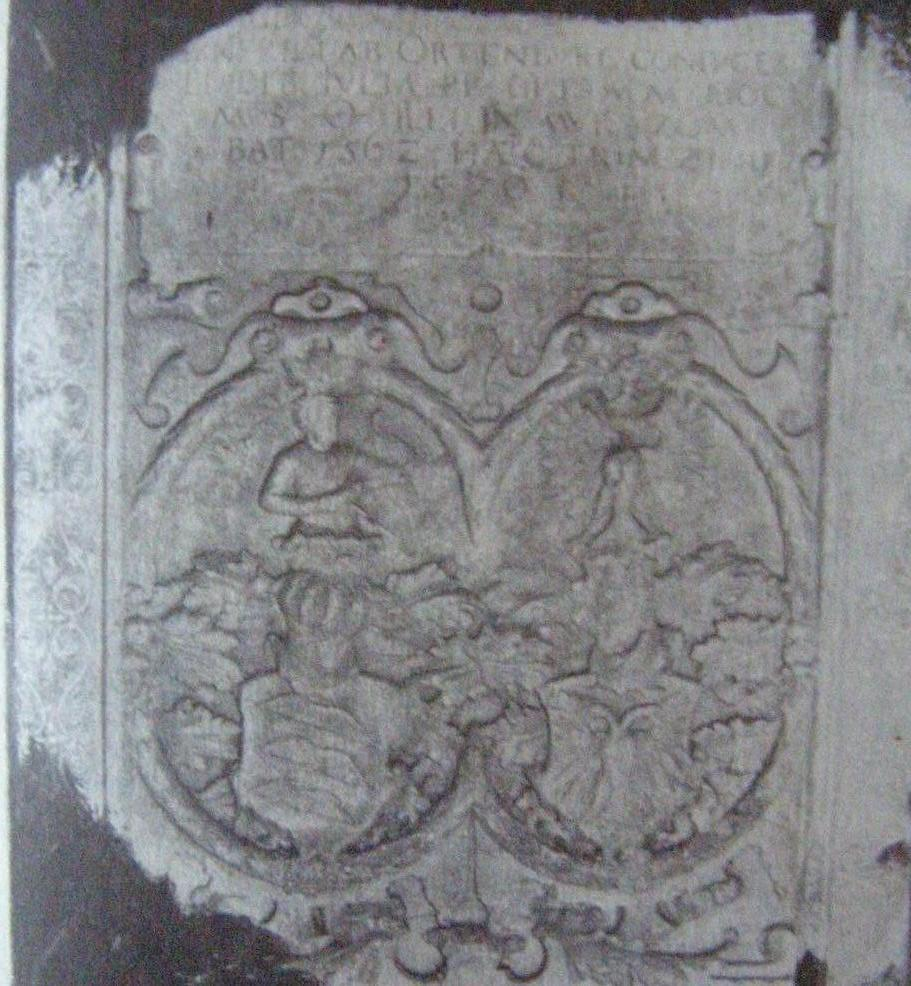
A Phyrrus-Széchy házaspár sírköve.

Ugyancsak nem elfogadható az a nézet sem, hogy ez az épület már az elején vár lett volna, de nem kizárható, hogy bizonyos honvédelmi feladatot elláttak, ahogy más középkori templomok.

### Felépítése
Az apátsághoz kapcsolódó templom már véglegesen eltűnt a 18. században, a barokk átépítésekkor. A templom háromhajóból állt, keresztházas volt, a szentélye félköríves. A monostor négyzetalapú, ami kapcsolódott a templomhoz és nyugati homlokzatán két szerényebb kialakítású bejáraton lehetett belépni. A főkapu a kereszthajó déli végén a kolostor felől nyílt.
A maradványok egyes részei beépültek a Magtártemplomba. Első írásos felmérése Istvánffy Miklós leírásából, való Franz Anton Pilgram feljegyzéseiből maradtak ránk. További információkat az ásatások szolgáltattak. Nehezíti a részletek feltárását, hogy a leírások nagyon elragadtatóak, semmint reálisak.

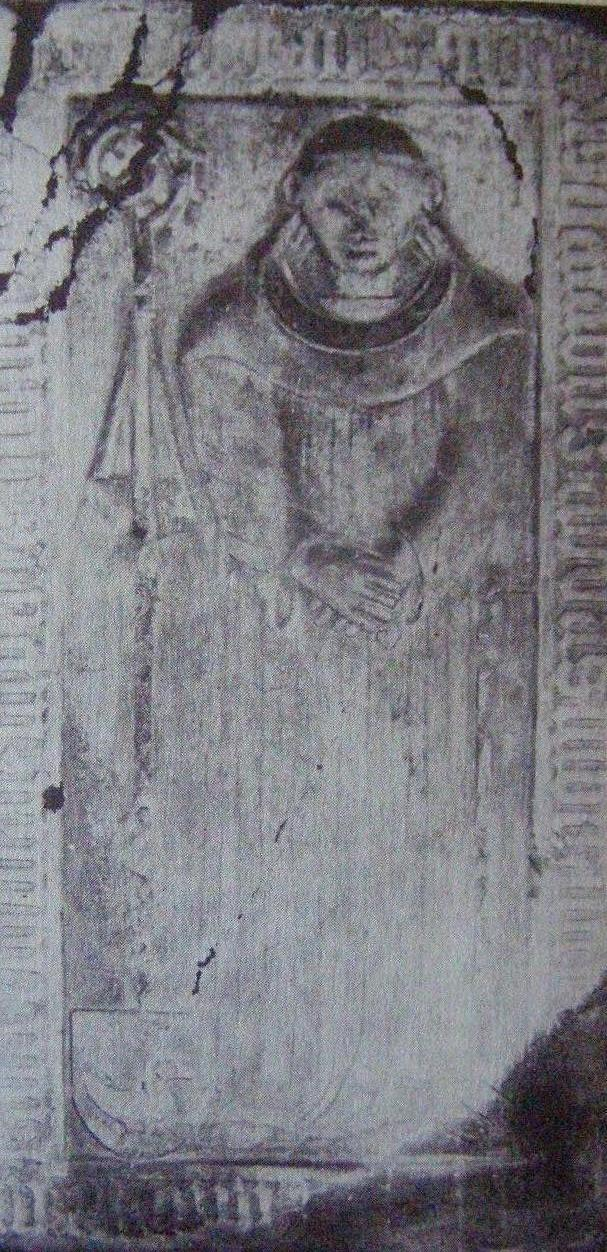
Darabos György sírköve.

A feltárások során öt sírkő került elő: Nádasdy Lőrinc és fia János sírköve, Széchy Miklós tárnokmesteré és egykori nádoré és feleségéé Garai Ilonáé, Darabos György apáté, valamint Archo Phyrrus és felesége Széchy Margit közös sírköve.

A legrégibb feltárt emlék egy több darabra tört hosszúkás, négyszögletes homokkőtábla, amely 92 cm széles és 220 cm hosszú, amit a Nádasdiak dőlt címere ékesít, amelyben egy nád között álló tőkés réce van. Erősen rongált, vésett minuszkulás körirata: „anno domini MCCC octuagesimo mundo obiit Iohannes filius Laurentii de Nadasd in die sancti Iacobi apostoli orate pro eo” (magyarul „az Úr 1380. esztendejében Szent Jakab apostol napján eltávozott a világból Nádasdi Lőrinc fia János. Imádkozzatok érte.”) Fontos megjegyezni, hogy történeti források nem tudnak Nádasdi Lőrincnek János fiáról, de három olyan Lőrinc nevű tagja van a családnak, amelynek sírkövein írnak János fiukról. A Nádasdiak birtokainak szomszédja a szentgotthárdi apátság volt, s vele szoros kapcsolatban álltak. Darabos György apát maga is a Nádasdi családból került ki.
Az ezt követő vörösmárvány sírkőről, amely a tárnokmesteré, hiányzik az alsó rész, s az újabb kiegészítés elég helytelen irányt mutat az eredetitől, megmaradt része viszont értékes középkori szobrászati emlék és történelmi adatokat szolgáltat, mert egy ilyen sírkő históriai és heraldikai vizsgálata alapján lehet megállapítani az országnagy elhalálozási évét. A képmezőben a felsőlindvai Széchyek címerállata a koronás kétfejű sas látható. Enyhén kiugró gót minuszkulákból alkotott hiányos körirata: „hic iacet magnificus uir dominus nicolaus… XXVIII” (magyarul „Itt nyugszik a nagyságos férfiú Széchy Miklós úr … … …”) Széchynek adományozta Luxemburgi Zsigmond az apátságot, de halála miatt ezt már csak fiai vehették át.

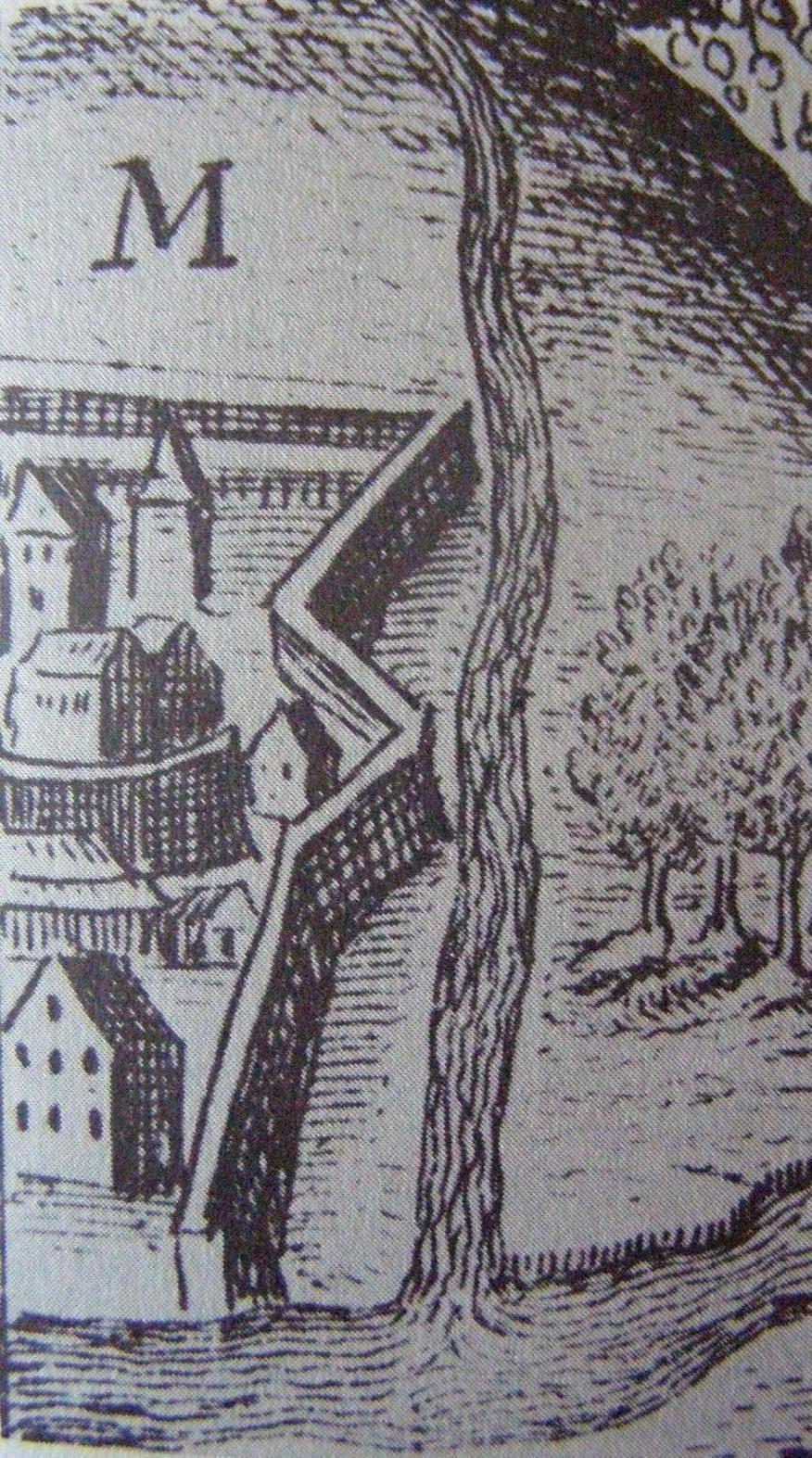
Peter Balthasar Bouttats metszetének részlete a szentgotthárdi várról.

Felesége Garai Ilona sírkövén egy tekeredő kígyó látható, amelyet a Garai család VI. Károly francia királytól kapott. A sírkő 1416-ban készült, de 1441-ben nyerte el végleges formáját, amikor a kígyó fejére faragták a koronát. A címer a teljes teret nem tölti ki és kő alsó felén található. A felirata: „hic iac Elena de Gara com… ris anno dom MCCCCXLI.” Valószínűsíthető, hogy Garai és Széchy is a szentélyben nyugodtak.
Darabos György sírköve 1460-ból származik. Négyszögletes, szélessége 105 cm, magassága 203 cm. Felirata erősen kopott, ezért nem lehet elolvasni, jobb alsó sarka hiányzik, itt vakolattal kiegészített. Jobbján elhelyezett pásztor bot alatt ismét a Nádasdi-címerállat látható.
Igen késői alkotás a Phyrrus-Széchy síremlék. Ez a szürkemárvány sírkő felül és alul is csonka. Ezen olasz és német díszítőelemek keverednek. A szegély indadísze itáliai quattrocento stílust tükrözi. A belső faragványokon a német reneszánsz dekoratív elemei, a Rollwerk és Knorpelwerk tűnnek fel. A középpontban babérfonattal keretelt címer áll. Jobb oldali pajzsában három egymás fölé helyezett íj, aminek húrjaik lefelé fordítottak, a pántos sisakon a korona és abból előretörő emberi alak, amely a felajzott nyilat tartja. A bal oldali pajzsban a Széchy-sas látható. A sisaktartók összefonódó tölgyfagombja jelképezi a házaspárt.

## Az apátság pusztulása
A kegyurak idején a monostort és a templomot erősen elhanyagolták, mindenekelőtt a tetőszerkezet indult romlásnak. Mátyás király uralkodása alatt némileg feljavult az apátság helyzete. A Jagelló-korban igen durva lett a kegyúri kizsákmányolás a területen.
A mohácsi vész után a kegyúri hatalom megszűnt. Ekkor már létezett egy palánk Szentgotthárdon, aminek keleti várárkát még ma is fel lehet fedezni. A kapu a délnyugati sarkon állt. A várnak állandó helyőrsége, s rendelkezett bombavetőkkel, csatakígyókkal, szakállás ágyúkkal, muskétákkal, lőpor- és élelmiszerkészlettel, a katonák pedig időnként a környék paraszti házaiban éltek.
A hosszú háborúban (1591-1606) a török frontvonal jelentősen elhatárolódott Szentgotthárdtól, de portyázó csapatok időnként megjelentek a területen. 1604-ben azonban kitört a Bocskai-szabadságharc. A felkelő csapatok a Dunántúlt is megszállták és ekkor stájerországi katonai parancsnokok, Wolfgang von Herbenstein kapitány, valamint Gottfried Stadler arra a belátásra jutottak, hogy Szentgotthárdot meg kell tartani Bocskaival szemben, mert az előőrse lehetne Stájerországnak. A stájer rendek beleegyezésével a tartományi erők, spanyol és vallon zsoldosok Wolfgang von Tieffenbach vezetésével 1604 végén megszállták Szentgotthárdot. A megerősített vár parancsnokságát is von Tieffenbach kezébe tették le.
A következő évben Némethy Gergely vezette hajdú csapatok tatár segédhadakkal betörtek Stájerországba. A visszaútjuk Szentgotthárdon át vezetett. Némethynek nem állt szándékában a vár megostromlása, mert erői kizárólag lovasságból álltak, melyek közül a tatárok nem voltak alkalmasak várostromra még gyalogosítással sem, a képzettebb hajdúk pedig elégtelen létszámban álltak, tűzfegyverekkel is csak részben rendelkeztek, tüzérségük pedig nem volt. Ezzel szemben von Tieffenbach képzett gyalogsági csapatokkal, több kézi lőfegyverrel és ágyúkkal volt elsáncolva a várban. A császári parancsok ellenben mégis attól félt, hogy Némethy megrohanja a várat és nem lesz képes ellenállni, ezért elrendelte az erőd kiürítését. Hanem, hogy ne kerüljön a hajdú-tatár sereg kezére Szentgotthárd, a várat aláaknáztatta és felrobbantotta. A robbanás után keletkezett tűzvész során lángra kapott a mezőváros is.
A megszálló katonaság az elfoglalás idején kifosztotta a templomot. Zlaichych István papnak sikerült megóvnia két kelyhet, egy miseruhát, több szükséges miseöltözéket, amiket Dobraföldére vitt és Dobrán használta is. A többi kincset Stájerországba hurcolták és többé semmi hír nem volt róluk.
Ezzel véget ért a szentgotthárdi apátság több mint négy évszázados kora Szentgotthárdon. 1676-ban Széchényi György érsek új templomot emeltetett, amelyből csak az a rész maradt fenn, amelyből magtárat csináltatott II. József, s ahol most a Színház működik. A színház mellett a fal egyes maradványai is láthatóak.